# Fantasía coral

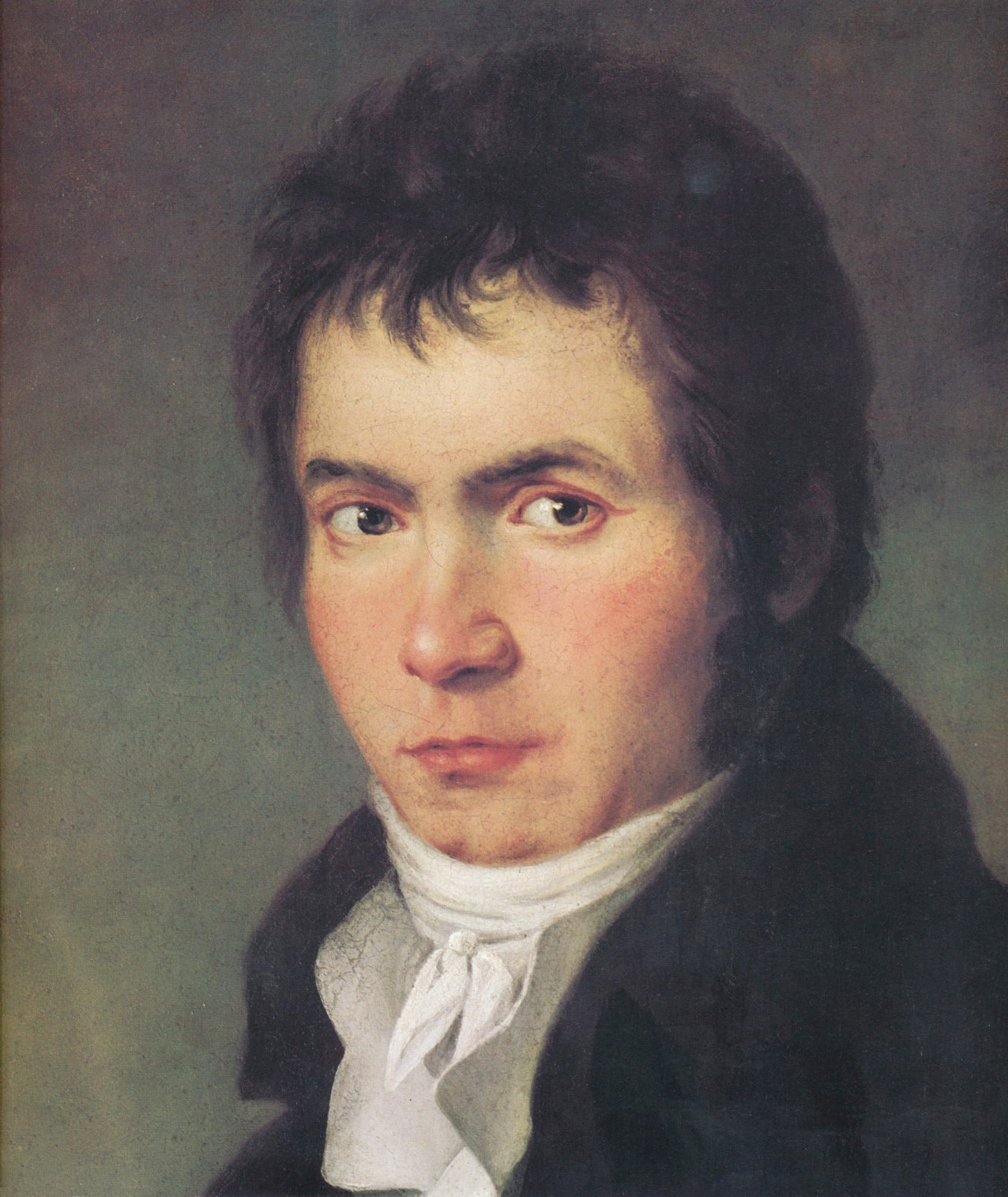
Beethoven en 1804.

La Fantasía para piano, solistas, coro y orquesta en do menor, Op. 80, también conocida como Fantasía coral, fue compuesta por Ludwig van Beethoven en 1808.

## Historia
Esta es una de las obras más singulares de Beethoven. Tres semanas antes del estreno, Beethoven consideró darle un final grandioso a la Op. 80 y compuso la parte del coro. La pieza completa fue escrita en muy poco tiempo; pero la introducción, solo de piano, no estaba todavía en papel para el estreno, sino que Beethoven la improvisó.  

### Estreno
El estreno público se celebró el 22 de diciembre de 1808 en el Theater an der Wien de Viena, en el cual se había estropeado la calefacción. Consistió en un monumental concierto "maratón" de cuatro horas con música exclusivamente de Beethoven y que fue dirigido por el propio compositor. Fue la última aparición pública de Beethoven como solista. El programa del concierto de estreno fue el siguiente:
1. La Sinfonía n.º 6, Op. 68
2. El aria "Ah perfido!" Op. 65
3. El Gloria de la Misa en do mayor, Op. 86
4. El Concierto para piano n.º 4, Op. 58 (tocado por el propio Beethoven)
5. (pausa)
6. La Sinfonía n.º 5, Op. 67
7. El Sanctus y el Benedictus de la misma misa
8. Una improvisación para piano solo tocada por Beethoven
9. La Fantasía coral, Op. 80

Antes de comenzar, el maestro olvidó decirle al coro que se saltara la segunda repetición —para ahorrar tiempo y porque, como la tinta todavía estaba fresca, no se sentía seguro de la obra—; pero, llegado el momento, siguió tocando. Reconoció que el error había sido suyo y empezaron de nuevo, desde el principio. Del extenuante concierto, ésta es solo una anécdota famosa. El concierto de estreno debió ser algo desastroso; de acuerdo con el secretario del compositor, Anton Felix Schindler, "fracasó, simplemente", un resultado atribuible al poco ensayo.

## Estructura y análisis
La obra está dividida en siete secciones:
- I. Adagio
- II. Allegro
- III. Meno allegro
- IV. Adagio ma non troppo
- V. Marcia, assai vivace
- VI. Allegretto, ma non troppo
- VII. Presto

La interpretación de esta obra dura aproximadamente 20 minutos. Comienza con una introducción de 26 compases lenta pero virtuosística para piano, que modula de do menor a do mayor y regresa a la primera. La parte principal de la obra, marcada "Finale", empieza con un tema en Allegro tocado por los violonchelos y los contrabajos. Después, el piano solo introduce el tema coral en una versión ornamentada. Luego, las flautas, los oboes, los clarinetes y las cuerdas solistas, respectivamente, interpretan variaciones sobre el tema. Una versión del tema con toda la orquesta, tocada en forte, lleva a una parte de piano más lírica.[cita requerida]
La orquesta acompaña una parte del piano en semicorcheas, mientras la obra va modulando de do menor a do mayor. Una sección calmada y fluida en la mayor, que termina con una sección de llamada y respuesta entre las maderas, trompa y piano, lleva a una marcha, una variación en fa mayor del tema principal. Una repetición del tema instrumental del primer Allegro sirve como transición a la entrada coral.[cita requerida]
El coro entra cuando las sopranos y las contraltos cantan el tema principal, armonizado en tríadas. Los tenores y bajos cantan entonces el tema, y después al coro se le une la orquesta en un tutti. Una coda en presto con orquesta, coro y piano da final a la obra.[cita requerida]

## Texto
No se conoce el origen del texto. Carl Czerny, discípulo de Beethoven, contó que el poeta Christoph Kuffner lo arregló para la composición, pero hay fuentes que aseguran que tendría otro origen.[cita requerida]
Schmeichelnd hold und lieblich klingen
unsers Lebens Harmonien,
und dem Schönheitssinn entschwingen
Blumen sich, die ewig blüh'n.
Fried und Freude gleiten freundlich
wie der Wellen Wechselspiel;
was sich drängte rauh und feindlich,
ordnet sich zu Hochgefühl.
Wenn der Töne Zauber walten
und des Wortes Weihe spricht,
muss sich Herrliches gestalten,
Nacht und Stürme werden Licht,
äuß're Ruhe, inn're Wonne,
herrschen für den Glücklichen
Doch der Künste Frühlingssonne
lässt aus beiden Licht entsteh'n.
Großes, das ins Herz gedrungen,
blüht dann neu und schön empor,
hat ein Geist sich aufgeschwungen,
hallt ihm stets ein Geisterchor.
Nehmt denn hin, ihr schönen Seelen,
froh die Gaben schöner Kunst.
Wenn sich Lieb und Kraft vermählen,
lohnt dem Menschen Göttergunst.

## Relación con laNovena sinfonía
La Fantasía coral es similar de varias maneras al cuarto movimiento de la Sinfonía n.º 9 de Beethoven. Evidentemente, ambas emplean un coro. También ambas contienen un conjunto de variaciones instrumentales sobre el tema cantado por el coro. Además, el texto de ambas es jubiloso y reconfortante.[cita requerida]